# Genevra Stone
Pour les articles homonymes, voir Stone.
Genevra Stone est une rameuse américaine née le 11 juillet 1985 à Newton. Elle a remporté la médaille d'argent du skiff féminin aux Jeux olympiques d'été de 2016 à Rio de Janeiro.